# Johan Hallgren
Johan Hallgren (Stoccolma, 13 aprile 1975) è un chitarrista, polistrumentista, compositore e cantante svedese, noto in quanto membro della progressive metal band Pain of Salvation.

## Biografia
Nato a Stoccolma nel 1975, ha iniziato la sua carriera nel 1997. Oltre ai Pain of Salvation, ha fatto parte degli Arcana, e ha collaborato con le band Infester e Stigmata Martyr.
In seguito ad alcuni contrasti con la band di Daniel Gildenlow, Hallgren abbandona la band per dedicarsi ad altri progetti.
Nel 2017 vi fa ritorno, in seguito all'uscita di Ragnar Zolberg.

## Discografia

### Solista
- 2005 - The Macrodex of War

### Con i Pain of Salvation
- 2000 – The Perfect Element Part One
- 2002 – Remedy Lane
- 2004 – BE
- 2007 – Scarsick
- 2010 – Road Salt One
- 2011 – Road Salt Two
- 2020 – Panther

### Con gli Arcana
- 2000 - ...The Last Embrace
- 2002 - Inner Pale Sun
- 2004 - Le Serpent Rouge